# Awraham Szochat
Awraham Szochat (hebr. אברהם שוחט; ur. 14 czerwca 1936 w Tel Awiwie, zm. 28 lutego 2024 tamże) – izraelski polityk, członek Partii Pracy. Był jednym z założycieli izraelskiego miasta Arad i jego burmistrzem w altach 1967–1989. W 1988 wszedł do Knesetu i objął stanowisko ministra finansów, pełnił je od 1992 do 1996 i ponownie od 1999 do 2001.